# Dolichopoda naxia
Dolichopoda naxia är en insektsart som beskrevs av Boudou-saltet 1973. Dolichopoda naxia ingår i släktet Dolichopoda och familjen grottvårtbitare. Inga underarter finns listade i Catalogue of Life.